# Banana Follies
Banana Follies  is het 23e album van de Britse progressieve rock musicus Kevin Ayers.
Op het album staan opnames van een optreden op 20 september 1972.

## Tracklist
1. Introduction - 0:47
2. (Don't Sing No More) Sad Songs - 3:28
3. Pretty Little Girl - 3:38 (Lol Coxhill / David Bedford)
4. Two Little Pigeons - 2:20 (Lol Coxhill / David Bedford)
5. Murder In The Air - 5:30 (W.J.Stone)
6. 'Orrible Orange - 4:04
7. Whatevershebringswesing - 5:54
8. Take Me To Tahiti - 3:28
9. O Wot A Dream - 3:13
10. Ball Bearing Blues - 0:47
11. Fake Mexican Tourist Blues - 5:38
12. Interview - 5:43
13. You Say You Like My Hat - 1:16
14. Falling In Love Again - 4:05 (Connelly/Hollander)
15. The End - 1:52)

## Bezetting
- Kevin Ayers: zang, gitaar

Met:
- Archie Leggett basgitaar, zang
- David Bedford piano, orgel, zang
- Lol Coxhill saxofoon, zang
- Johnny Clifford congas
- George Wilson acteur